# Bout de Zan et le Crocodile
Pour plus de détails, voir Fiche technique et Distribution.
Bout de Zan et le Crocodile est un court métrage muet français réalisé par Louis Feuillade et sorti en 1913.

## Synopsis
Bout de Zan sort de sa roulotte pour se désaltérer au bord d'une rivière, puis s'amuse à jeter des galets dans l'eau. Il s'attire ainsi les foudres d'un pêcheur qui taquinait le goujon non loin de là.
Le postérieur encore endolori par la fessée qu'il vient de recevoir, le gamin décide de se venger en affublant le chien du pêcheur d'un costume de crocodile. La farce fonctionne à merveille puisque le propriétaire du toutou s'enfuit à toutes jambes quand surgit son fidèle compagnon, méconnaissable sous sa défroque reptilienne.
En déambulant dans les parages, un chasseur s'avise du sauve-qui-peut de l'infortuné. Il épaule son fusil et vise le terrible saurien, mais le Nemrod rate son coup et atteint le pêcheur qui s'effondre en se tenant le bas du dos. Le tireur s'approche, s'aperçoit de la supercherie et débarrasse le chien de son costume. L'animal s'éloigne en suivant son maître mal en point tandis que le chasseur s'esclaffe avant de quitter les lieux. Bout de Zan n'a plus qu'à récupérer le déguisement en riant aux éclats.

## Fiche technique
- Réalisation et scénario : Louis Feuillade
- Société de production : Société des Etablissements L. Gaumont
- Format : Muet - Noir et blanc - 35 mm - 1,33:1
- Genre : Comédie
- Date de sortie : France : octobre 1913

## Distribution
- René Poyen : Bout de Zan
- Edmond Bréon